# 팬 게임
팬 게임(Fan game)은 특정 주제나 IP를 좋아하는 팬들이 만든 비디오 게임이다. 이는 일반적으로 하나 또는 경우에 따라 여러 개의 비디오 게임 항목 또는 프랜차이즈를 기반으로 한다. 많은 팬 게임이 원본 게임의 디자인, 게임플레이, 캐릭터를 복제하거나 리메이크하려고 시도하지만, 팬이 다른 게임을 템플릿으로 사용하여 독특한 게임을 개발하는 것도 마찬가지로 일반적이다. 팬 게임의 품질은 항상 다양하지만, 최근 컴퓨터 기술과 사용 가능한 도구의 발전이 이루어졌다. 오픈 소스 소프트웨어를 통해 고품질 게임을 더 쉽게 만들 수 있게 되었다. 팬 게임은 사용자 제작 콘텐츠, 레트로 게임 현상의 일부, 리믹스 문화의 표현으로 볼 수 있다.

## 개발
팬 게임은 자체 엔진을 갖춘 독립형 게임으로 개발되거나 다른 엔진에 업혀 있는 기존 게임을 수정하여 개발된다. 각 접근 방식에는 서로 다른 장점이 있다. 독립 실행형 게임은 일반적으로 더 많은 사용자가 액세스할 수 있지만 개발이 더 어렵거나 시간이 많이 걸릴 수 있기 때문이다.

## 같이 보기
- 동인 소프트웨어
- 비디오 게임 개발
- 게임메이커
- 마이크로소프트 XNA
- M.U.G.E.N
- 엔터브레인